# Paul Bemile
Paul Bemile (* 20. Dezember 1939 in Kokoligu, Ghana) ist emeritierter Bischof von Wa.

## Leben
Paul Bemile empfing am 3. August 1968 das Sakrament der Priesterweihe.
Am 19. Dezember 1994 ernannte ihn Papst Johannes Paul II. zum Bischof von Wa. Der emeritierte Erzbischof von Tamale, Peter Poreku Dery, spendete ihm am 25. März 1995 die Bischofsweihe; Mitkonsekratoren waren der Erzbischof von Tamale, Gregory Ebolawola Kpiebaya, und der Erzbischof von Accra, Dominic Kodwo Andoh.
Am 17. Februar 2016 nahm Papst Franziskus das von Paul Bemile aus Altersgründen vorgebrachte Rücktrittsgesuch an.